# Serie A2 (hockey su pista)
La Serie A2 è il torneo di secondo livello del campionato italiano di hockey su pista.

## Formula
Al campionato prendono parte 24 squadre divise in due gironi di 12 club ciascuno.

### Stagione regolare
La (stagione regolare) si svolge secondo la formula del girone all'italiana: ogni formazione affronta tutte le altre due volte, una presso la propria pista (partita in casa), una presso la pista avversa (partita in trasferta). Vengono assegnati tre punti alla squadra che vince una partita, un punto a ciascuna squadra in caso di pareggio e zero alla squadra sconfitta. La classifica viene stilata in base ai punti conseguiti complessivamente; in caso di parità tra due o più squadre, le posizioni in graduatoria vengono determinate prendendo in considerazione i seguenti criteri discriminanti, elencati in ordine di importanza:
1. punti conseguiti negli scontri diretti;
2. differenza reti negli scontri diretti;
3. differenza reti complessiva;
4. numero di reti segnate complessivamente.

Le società vincitrici di ogni girone sono promosse in Serie A1 nella stagione successiva.

### Play-off promozione
In passato le prime otto classificate di ogni girone della stagione regolare disputavano i play-off promozione con la formula dell'eliminazione diretta (ottavi, quarti, semifinali e finale). La società vincitrice dei play-off e la squadra finalista erano promosse in Serie A1 nella stagione successiva.

### Retrocessione
Le ultime squadre classificate al termine della stagione regolare dei due gironi sono retrocesse in Serie B nella stagione successiva.

## Albo d'oro
Questa lista è suscettibile di variazioni e potrebbe essere incompleta o non aggiornata.

### Prima Divisione
- Il campionato di Prima Divisione fu disputato dal 1934 al 1949[2].

| Anno       | Classifica                                   | Classifica                 |
| Anno       | Vincitore                                    | Eventuali altre promozioni |
| ---------- | -------------------------------------------- | -------------------------- |
| 1934 (1ª)  | Urbe Roma                                    |                            |
| 1935 (2ª)  | Monza GRF M.Bianchi                          |                            |
| 1936 (3ª)  | F.G.C. "Sandro Italico Mussolini" di Bologna |                            |
| 1937 (4ª)  | FGC Bologna                                  |                            |
| 1938 (5ª)  | Natalino Magnani di Bologna                  |                            |
| 1939 (6ª)  | DLF Trieste (B)                              |                            |
| 1940-1944  | Non disputato                                |                            |
| 1945 (7ª)  | Mirabello                                    | Pirelli                    |
| 1946 (8ª)  | ?                                            |                            |
| 1947 (9ª)  | ?                                            |                            |
| 1948 (10ª) | Marzotto Valdagno                            |                            |
| 1949 (11ª) | ?                                            |                            |

### Serie B
- Dalla stagione 1950 a quella del 1982-1983 il campionato prese la denominazione di Serie B.

| Anno            | Classifica           | Classifica                        |
| Anno            | Vincitore            | Eventuali altre promozioni        |
| --------------- | -------------------- | --------------------------------- |
| 1950 (12ª)      | Pirelli              |                                   |
| 1951 (13ª)      | DLF Trieste          |                                   |
| 1952 (14ª)      | Amatori Modena       |                                   |
| 1953 (15ª)      | DLF Trieste          | Forza e Costanza                  |
| 1954 (16ª)      | Marzotto Valdagno    |                                   |
| 1955 (17ª)      | Lazio                | Forza e Costanza                  |
| 1956 (18ª)      | CRDA Monfalcone      | Pattinatori Pistoia               |
| 1957 (19ª)      | Paglieri Alessandria |                                   |
| 1958 (20ª)      | CRDA Monfalcone      | Amatori Novara                    |
| 1959 (21ª)      | Treviso              | Forza e Costanza                  |
| 1960 (22ª)      | Lodi                 | Mens Sana Siena                   |
| 1961 (23ª)      | Treviso              | Pirelli                           |
| 1962 (24ª)      | Pro Follonica        | Bassano                           |
| 1963 (25ª)      | Pirelli              | Bolzanetese                       |
| 1964 (26ª)      | Pro Follonica        | Rapid Modena                      |
| 1965 (27ª)      | Arengo Monza         | CSI Breganze                      |
| 1966 (28ª)      | Pro Follonica        | Pirelli                           |
| 1967 (29ª)      | DLF Trieste          | Oderzo                            |
| 1968 (30ª)      | SC Follonica         | Trissino                          |
| 1969 (31ª)      | Amatori Lodi         | ENEL Bari                         |
| 1970 (32ª)      | CGC Viareggio        | Bassano Grosseto Amatori Vercelli |
| 1971 (33ª)      | DLF Trieste          | ENEL Bari                         |
| 1972 (34ª)      | Goriziana            | MDA Roma                          |
| 1973 (35ª)      | CGC Viareggio        | AFP Giovinazzo                    |
| 1974 (36ª)      | Grosseto             | Trissino                          |
| 1975 (37ª)      | Pordenone            | Atl. Forte dei Marmi              |
| 1976 (38ª)      | CGC Viareggio        | Reggiana                          |
| 1977 (39ª)      | Marzotto Valdagno    | Atl. Forte dei Marmi              |
| 1978 (40ª)      | Castiglione          | Bassano                           |
| 1979 (41ª)      | Marzotto Valdagno    | Roller Salerno                    |
| 1979-1980 (42ª) | Giovanni XXIII       | Bassano                           |
| 1980-1981 (43ª) | Amatori Vercelli     | Marzotto Valdagno Castiglione     |
| 1981-1982 (44ª) | Follonica            | Trissino Roller Monza             |
| 1982-1983 (45ª) | Giovanni XXIII       | Amatori Modena Castiglione        |

### Serie A2
| Anno            | Classifica                                           | Classifica                           | Coppa di categoria |  |
| Anno            | Vincitore                                            | Eventuali altre promozioni           | Coppa di categoria |  |
| --------------- | ---------------------------------------------------- | ------------------------------------ | ------------------ |  |
| 1983-1984 (46ª) | AFP Giovinazzo                                       | Marzotto Valdagno Sporting Viareggio |                    |  |
| 1984-1985 (47ª) | Amatori Modena                                       | Trissino CGC Viareggio               |                    |  |
| 1985-1986 (48ª) | Sporting Viareggio                                   | AFP Giovinazzo Villa d'Oro Modena    |                    |  |
| 1986-1987 (49ª) | Roller Monza                                         | Thiene Goriziana Seregno             |                    |  |
| 1987-1988 (50ª) | Pordenone                                            | Marzotto Valdagno Laverda Breganze   |                    |  |
| 1988-1989 (51ª) | Forte dei Marmi V.                                   | Lodi Sandrigo                        |                    |  |
| 1989-1990 (52ª) | Bassano                                              | Amatori Reggio Emilia HC Correggio   |                    |  |
| 1990-1991 (53ª) | GSH Giovinazzo                                       | Rollen Pordenone Follonica           |                    |  |
| 1991-1992 (54ª) | Lodi                                                 | Amatori Vercelli Salerno             |                    |  |
| 1992-1993 (55ª) | Sandrigo                                             | HC Correggio Roller Salerno          |                    |  |
| 1993-1994 (56ª) | GSH Giovinazzo                                       | Breganze                             |                    |  |
| 1994-1995 (57ª) | Sandrigo (Girone A) Prato Primavera (Girone B)       |                                      |                    |  |
| 1995-1996 (58ª) | Seregno (Girone A) Trissino (Girone B)               |                                      |                    |  |
| 1996-1997 (59ª) | Sporting 93 Lodi (Girone A) Molfetta (Girone B)      |                                      | Marzotto Valdagno  |  |
| 1997-1998 (60ª) | Marzotto Valdagno (Girone A) Modena (Girone B)       | Forte dei Marmi                      | Modena             |  |
| 1998-1999 (61ª) | Sandrigo (Girone A) Follonica (Girone B)             |                                      | Molfetta           |  |
| 1999-2000 (62ª) | Breganze (Girone A) Forte dei Marmi (Girone B)       | Rotellistica 93                      | Molfetta           |  |
| 2000-2001 (63ª) | Marzotto Valdagno (Girone A) Follonica (Girone B)    | Thiene                               | Seregno            |  |
| 2001-2002 (64ª) | Amatori Vercelli (Girone A) CGC Viareggio (Girone B) | Goriziana Seregno                    | Goriziana          |  |
| 2002-2003 (65ª) | Roller Novara                                        | Rotellistica 93                      |                    |  |
| 2003-2004 (66ª) | Marzotto Valdagno                                    | Salernitana Amatori Lodi             | Thiene             |  |
| 2004-2005 (67ª) | Modena                                               | Amatori Reggio Emilia Trissino       |                    |  |
| 2005-2006 (68ª) | Roller Bassano                                       | Molfetta                             | Montebello         |  |
| 2006-2007 (69ª) | AFP Giovinazzo Pol.                                  | ASH Lodi Castiglione Forte dei Marmi | ASH Lodi           |  |
| 2007-2008 (70ª) | Seregno (Poule A) Rotellistica 93 (Poule B)          |                                      | Rotellistica 93    |  |
| 2008-2009 (71ª) | Molfetta                                             | Sarzana Correggio                    | Thiene             |  |
| 2009-2010 (72ª) | Prato 1954                                           | Pordenone 2004                       |                    |  |
| 2010-2011 (73ª) | Amatori Vercelli                                     | Matera Trissino                      |                    |  |
| 2011-2012 (74ª) | Thiene                                               | Effenbert Novara                     |                    |  |
| 2012-2013 (75ª) | SPV Viareggio                                        | Correggio                            |                    |  |
| 2013-2014 (76ª) | Centrosport Valdagno                                 |                                      |                    |  |
| 2014-2015 (77ª) | HRC Monza                                            | Thiene                               | Thiene             |  |
| 2015-2016 (78ª) | Correggio                                            | Sandrigo                             | Roller Scandiano   |  |
| 2016-2017 (79ª) | Roller Scandiano                                     | Thiene                               | Roller Scandiano   |  |
| 2017-2018 (80ª) | Sandrigo                                             | Amatori Vercelli                     | Sandrigo           |  |
| 2018-2019 (81ª) | Montebello                                           | Correggio                            | Montebello         |  |
| 2019-2020 (82ª) | titolo non assegnato                                 |                                      |                    |  |
| 2020-2021 (83ª) | Vercelli                                             | Matera                               | Vercelli           |  |
| 2021-2022 (84ª) | CGC Viareggio                                        | Montecchio P.                        | Trissino 05        |  |
| 2022-2023 (85ª) | Breganze (Girone A) AFP Giovinazzo Pol. (Girone B)   |                                      | Breganze           |  |
| 2023-2024 (86ª) | Azzurra Novara (Girone A) CGC Viareggio (Girone B)   |                                      | CGC Viareggio      |  |
| 2024-2025 (87ª) | Breganze (Girone A) Castiglione (Girone B)           |                                      | Thiene             |  |

## Titoli vinti per squadra
| Squadra                                      | Vittorie | Anni Vittorie                            |
| -------------------------------------------- | -------- | ---------------------------------------- |
| Marzotto Valdagno                            | 7        | 1948, 1954, 1977, 1979, 1998, 2001, 2004 |
| Follonica                                    | 6        | 1962, 1964, 1966, 1982, 1999, 2001       |
| CGC Viareggio                                | 6        | 1970, 1973, 1976, 2002, 2022, 2024       |
| AFP Giovinazzo Pol.                          | 5        | 1984, 1991, 1994, 2007, 2023             |
| DLF Trieste                                  | 4        | 1951, 1953, 1967, 1971                   |
| Modena                                       | 4        | 1952, 1985, 1998, 2005                   |
| Seregno                                      | 4        | 1980, 1983, 1996, 2008                   |
| Sandrigo                                     | 4        | 1993, 1995, 1999, 2018                   |
| Amatori Vercelli                             | 3        | 1981, 2002, 2011                         |
| Breganze                                     | 3        | 2000, 2023, 2025                         |
| CRDA Monfalcone                              | 2        | 1956, 1958                               |
| Treviso                                      | 2        | 1959, 1961                               |
| Pirelli                                      | 2        | 1950, 1963                               |
| Pordenone                                    | 2        | 1975, 1988                               |
| Lodi                                         | 2        | 1960, 1992                               |
| Forte dei Marmi                              | 2        | 1989, 2000                               |
| Castiglione                                  | 2        | 1978, 2025                               |
| Molfetta                                     | 2        | 1997, 2009                               |
| Prato Primavera                              | 2        | 1995, 2010                               |
| Urbe Roma                                    | 1        | 1934                                     |
| Monza GRF M.Bianchi                          | 1        | 1935                                     |
| F.G.C. "Sandro Italico Mussolini" di Bologna | 1        | 1936                                     |
| FGC Bologna                                  | 1        | 1937                                     |
| Natalino Magnani di Bologna                  | 1        | 1938                                     |
| DLF Trieste (B)                              | 1        | 1939                                     |
| Mirabello                                    | 1        | 1945                                     |
| Lazio                                        | 1        | 1955                                     |
| Paglieri Alessandria                         | 1        | 1957                                     |
| Arengo Monza                                 | 1        | 1965                                     |
| SC Follonica                                 | 1        | 1968                                     |
| Amatori Lodi                                 | 1        | 1969                                     |
| Goriziana                                    | 1        | 1972                                     |
| Grosseto                                     | 1        | 1974                                     |
| Sporting Viareggio                           | 1        | 1986                                     |
| Roller Monza                                 | 1        | 1987                                     |
| Bassano                                      | 1        | 1990                                     |
| Trissino                                     | 1        | 1996                                     |
| Sporting 93 Lodi                             | 1        | 1997                                     |
| Roller Novara                                | 1        | 2003                                     |
| Roller Bassano                               | 1        | 2006                                     |
| Rotellistica 93                              | 1        | 2008                                     |
| Thiene                                       | 1        | 2012                                     |
| SPV Viareggio                                | 1        | 2013                                     |
| Centrosport Valdagno                         | 1        | 2014                                     |
| HRC Monza                                    | 1        | 2015                                     |
| Correggio                                    | 1        | 2016                                     |
| Roller Scandiano                             | 1        | 2017                                     |
| Montebello                                   | 1        | 2019                                     |
| Vercelli                                     | 1        | 2021                                     |
| Azzurra Novara                               | 1        | 2024                                     |

## Titoli vinti della coppa di categoria
Dal 1997 al 2009 denominata Coppa di Lega A2, dal 2015 Coppa Italia A2.
| Squadra           | Vittorie | Anni Vittorie          |
| ----------------- | -------- | ---------------------- |
| Thiene            | 4        | 2004, 2009, 2015, 2025 |
| Molfetta          | 2        | 1999, 2000             |
| Roller Scandiano  | 2        | 2016, 2017             |
| Montebello        | 2        | 2006, 2019             |
| Marzotto Valdagno | 1        | 1997                   |
| Modena            | 1        | 1998                   |
| Seregno           | 1        | 2001                   |
| Goriziana         | 1        | 2002                   |
| ASH Lodi          | 1        | 2007                   |
| Rotellistica 93   | 1        | 2008                   |
| Sandrigo          | 1        | 2018                   |
| Vercelli          | 1        | 2021                   |
| Trissino 05       | 1        | 2022                   |
| Breganze          | 1        | 2023                   |
| CGC Viareggio     | 1        | 2024                   |